# Melissa McCarthy
Melissa Ann McCarthy (sinh ngày 26 tháng 8 năm 1970 tại Plainfield, Illinois) là một nữ diễn viên sân khấu, điện ảnh và truyền hình Mỹ. Bà cũng đồng thời là kịch sĩ hài, nhà biên kịch và sản xuất chương trình truyền hình.

## Vinh danh
| Năm  | Giải thưởng                  | Thể loại                                     | Phim                | Kết quả   |
| ---- | ---------------------------- | -------------------------------------------- | ------------------- | --------- |
| 2011 | Academy Awards               | Best Supporting Actress                      | Bridesmaids         | Đề cử     |
| 2011 | BAFTA Awards                 | Best Supporting Actress                      | Bridesmaids         | Đề cử     |
| 2011 | Critics' Choice Movie Awards | Best Supporting Actress                      | Bridesmaids         | Đề cử     |
| 2011 | Critics' Choice Movie Awards | Best Cast                                    | Bridesmaids         | Đề cử     |
| 2011 | Screen Actors Guild Awards   | Outstanding Supporting Female Actress        | Bridesmaids         | Đề cử     |
| 2011 | Screen Actors Guild Awards   | Outstanding Cast- Motion Picture             | Bridesmaids         | Đề cử     |
| 2011 | Emmy Award                   | Outstanding Lead Actress in a Comedy Series  | Mike & Molly        | Đoạt giải |
| 2011 | Satellite Awards             | Best Actress - Television Musical or Comedy  | Mike & Molly        | Đề cử     |
| 2012 | Emmy Award                   | Outstanding Lead Actress in a Comedy Series  | Mike & Molly        | Đề cử     |
| 2012 | Emmy Award                   | Outstanding Guest Actress in a Comedy Series | Saturday Night Live | Đề cử     |
| 2013 | Emmy Award                   | Outstanding Guest Actress in a Comedy Series | Saturday Night Live | Đề cử     |
| 2013 | Critics' Choice Movie Awards | Best Actress in a Comedy                     | The Heat            | Đề cử     |

## Phim đã tham gia

### Điện ảnh
| Năm  | Phim                            | Vai                        | Ghi chú                        |
| ---- | ------------------------------- | -------------------------- | ------------------------------ |
| 1998 | God                             | Margaret                   | Phim ngắn                      |
| 1999 | Go                              | Sandra                     |                                |
| 2000 | Charlie's Angels                | Doris                      |                                |
| 2000 | Drowning Mona                   | Shirley                    |                                |
| 2000 | Auto Motives                    | Tonnie                     | Short film                     |
| 2000 | Disney's The Kid                | Sky King Waitress          |                                |
| 2002 | Pumpkin                         | Cici Pinkus                |                                |
| 2002 | The Third Wheel                 | Marilyn                    |                                |
| 2002 | White Oleander                  | Paramedic                  |                                |
| 2003 | The Life of David Gale          | Nico the Goth Girl         |                                |
| 2003 | Chicken Party                   | Tot Wagner                 |                                |
| 2003 | Charlie's Angels: Full Throttle | Woman at Crime Scene       | Credit only                    |
| 2007 | Cook-Off!                       | Amber Strang               |                                |
| 2007 | The Nines                       | Margaret/Melissa/Mary      |                                |
| 2007 | The Captain                     | Fran                       | Short film                     |
| 2008 | Just Add Water                  | Selma                      |                                |
| 2008 | Pretty Ugly People              | Becky                      |                                |
| 2010 | The Back-Up Plan                | Carol                      |                                |
| 2010 | Life as We Know It              | DeeDee                     |                                |
| 2011 | Bridesmaids                     | Megan Price                |                                |
| 2012 | This Is 40                      | Catherine                  |                                |
| 2013 | Identity Thief                  | Diana/Dawn Budgie          |                                |
| 2013 | The Hangover Part III           | Cassy                      |                                |
| 2013 | The Heat                        | Detective Shannon Mullins  |                                |
| 2014 | Tammy                           | Tammy Banks                | Also screenwriter and producer |
| 2014 | St. Vincent                     | Maggie Bronstein           |                                |
| 2015 | Spy                             | Susan Cooper               |                                |
| 2016 | The Boss                        | Michelle Darnell           | Also screenwriter and producer |
| 2016 | Central Intelligence            | Darla McGuckian            | Cameo                          |
| 2016 | Ghostbusters                    | Dr. Abigail "Abby" Yates   |                                |
| 2018 | Life of the Party               | Deanna Miles               | Also screenwriter and producer |
| 2018 | The Happytime Murders           | Detective Connie Edwards   | Post-production; also producer |
| 2018 | Can You Ever Forgive Me?        | Leonore Carol "Lee" Israel | Completed                      |
| 2019 | The Kitchen                     |                            | Filming                        |

### Truyền hình
| Năm       | Tựa đề               | Vai trò          | Ghi chú                                 |
| --------- | -------------------- | ---------------- | --------------------------------------- |
| 1997      | Jenny                | Melissa          | Tập: "1.5"                              |
| 2000      | D.C.                 | Molly            | 2 tập                                   |
| 2000–2007 | Gilmore Girls        | Sookie St. James | Series regular, 153 tập                 |
| 2002–2005 | Kim Possible         | DNAmy (voice)    | 3 tập                                   |
| 2004      | Curb Your Enthusiasm | Saleswoman       | Tập: "The Surrogate"                    |
| 2007–2009 | Samantha Who?        | Dena             | Series regular, 35 tập                  |
| 2009      | Rita Rocks           | Mindy Boone      | Tập: "Why Can't We Be Friends?"         |
| 2010      | Private Practice     | Lynn McDonald    | Tập: "Best Laid Plans"                  |
| 2010–nay  | Mike & Molly         | Molly Flynn      | Series regular                          |
| 2011      | Saturday Night Live  | Host             | Tập: "Melissa McCarthy/Lady Antebellum" |
| 2013      | Saturday Night Live  | Host             | Tập: "Melissa McCarthy/Phoenix"         |
| 2014      | Saturday Night Live  | Host             | Tập: "Melissa McCarthy/Imagine Dragons" |